# 馬爾哈河 (勒拿河支流)
馬爾哈河是俄羅斯的河流，屬於勒拿河的左支流，由薩哈共和國負責管轄，河道全長346公里，流域面積約8,910平方公里，河水主要來自融雪和雨水。